# Chogolisa
El pico Chogolisa (o Bride Peak) es una montaña en la cordillera del Karakórum de Pakistán. Se encuentra junto al glaciar Baltoro en la zona de Concordia, en la que se hallan varios de los picos más altos del mundo. Chogolisa tiene varias cimas, la más alta en la cara suroeste (Chogolisa I, 7.665 metros. El segundo pico cuenta con 7.654 m, en el lado noreste (Chogolisa II), denominado Bride Peak por Martin Conway en 1892.
En 1909, una expedición dirigida por Luis Amadeo de Saboya, duque de los Abruzos, alcanzó los 7.498 m desde el campo base localizado en el lado norte, pasando por un campo a alta cota en el "Collado del Chogolisa" a 6.335 m. El mal tiempo hizo desistir a la expedición de su idea de llegar a la cima.
Hermann Buhl y Kurt Diemberger intentaron la ascensión en 1957 después de haber conseguido ascender el Broad Peak, junto con Marcus Schmuck y Fritz Wintersteller, unas semanas atrás. El 25 de junio abandonaron el campo I y montaron la tienda en un collado a 6.706 m, en la arista suroeste. El mal tiempo les hizo retroceder y el 27 de junio, Buhl cayó con una cornisa que se desplomó y desapareció. Su cuerpo nunca fue encontrado.
En 1958, una expedición japonesa de la Universidad de Kioto, dirigida por T. Kawabara, realizó la primera ascensión al Chogolisa II, alcanzando la cumbre M. Fujihira y K. Hirai.
La primera ascensión al Chogolisa I la culminaron, el 2 de agosto de 1975, Fred Pressl y Gustav Ammerer, en una expedición austriaca dirigida por Eduard Koblmuller. A Koblmuller casi le ocurrió lo mismo que a Buhl al caer de una cornisa en el ascenso. Afortunadamente iba encordado y sus compañeros pudieron salvarle.